# Sergio Guizé
Sergio Tadeu Corrêia Guizé (Santo André, 14 de maio de 1980) é um ator, cantor, compositor e multi-instrumentista brasileiro.

## Carreira
Formado pela Escola Livre de Teatro, de Santo André e pela Fundação das Artes de São Caetano do Sul, Sergio estreou no teatro em 1998, atuando em O Beijo no Asfalto, de Nelson Rodrigues, com o Núcleo de direção da ELT, com coordenação de Antônio Araújo. Depois fez Ópera Punk, Existe Alguém Mais Punk que Eu?, Crime e Castigo e Apocalipse 1,11. Desde 2001 é vocalista e guitarrista da banda de punk rock Tio Chê.
Em 2001 estreou na televisão em Pícara Sonhadora, do SBT, interpretando um dos amigos de faculdade da personagem de Karina Bacchi, sendo sua primeira novela completa. Na sequência fez uma série de participações especiais em Da Cor do Pecado (2004), Por Toda a Minha Vida no episódio sobre Dolores Duran (2008), Caminho das Índias (2009), 9mm: São Paulo (2011) e Tapas & Beijos (2012). Sem muito espaço na televisão, Sérgio focou sua carreira no cinema, estrelando os filmes Os Inquilinos e Quanto Dura o Amor? em 2009, O Abismo Prateado, Bruna Surfistinha e Onde Está a Felicidade?, em 2011, e Macbeto, em 2012, seu primeiro protagonista. Em 2012 entrou para o elenco da primeira temporada da série Sessão de Terapia, do GNT, interpretando o policial Breno, que se corrói por ter matado um inocente.
Em 2013, devido a repercussão positiva no cinema e na série, Sérgio foi aprovado no teste para interpretar o protagonista João Gibão no remake da novela Saramandaia. O personagem foi interpretado por Juca de Oliveira na primeira versão. Em 2014, Guizé foi o escolhido para protagonizar a novela das sete Alto Astral, ao lado da atriz Nathalia Dill como o cômico paranormal Caíque, que falava com espíritos. Em 2016, interpretou seu terceiro protagonista, o órfão caipira Candinho em Êta Mundo Bom!, seu personagem de maior sucesso. Em 2017 interpretou Gael na novela O Outro Lado do Paraíso, um homem perturbado por traumas da infância que agredia suas namoradas.
Em 2019 interpretou o justiceiro Chiclete em A Dona do Pedaço, que abandonava o crime ao se apaixonar por sua última vítima.
Em 2021, viveu Ariel em Verdades Secretas II, em nova parceria com o autor Walcyr Carrasco. Em 2022, é escalado para protagonizar a novela das seis Mar do Sertão, como Zé Paulino, mocinho que é dado como morto mas reaparece anos depois.

## Vida pessoal
De 2010 a 2012 namorou a atriz Alessandra Negrini, e de 2013 a 2014 namorou a produtora de moda Marina Previato. Em janeiro de 2015, durante as gravações da novela Alto Astral, começou a namorar seu par romântico na trama, a atriz Nathalia Dill, assumindo o namoro apenas em abril. O relacionamento chegou ao fim em 2017, após 2 anos juntos. Em novembro do mesmo ano, começou a namorar a atriz Bianca Bin, com quem contracenou na novela O Outro Lado do Paraíso, oficializando a união em uma cerimônia civil em maio de 2018. Logo após a união, compraram um sítio, e mudaram-se do Rio de Janeiro para Indaiatuba, no interior de São Paulo, onde optaram por viver isolados e em contato com a natureza. Em setembro de 2018, após um ano juntos, celebraram a união conjugal com uma cerimônia religiosa no Amazonas.

## Filmografia

### Televisão
| Ano  | Título                          | Personagem                                              | Notas                                |
| ---- | ------------------------------- | ------------------------------------------------------- | ------------------------------------ |
| 2001 | Pícara Sonhadora                | Leandro                                                 |                                      |
| 2004 | Da Cor do Pecado                | Guilherme / Bernardo                                    | Episódios: "9 de julho–18 de agosto" |
| 2008 | Por Toda Minha Vida             | Olavo de Barros                                         | Episódio: "Dolores Duran"            |
| 2009 | Caminho das Índias              | Jefferson                                               | Episódio: "19 de março"              |
| 2010 | 9mm: São Paulo                  | Felipe                                                  | Episódio: "Garoto Problema"          |
| 2011 | Tapas & Beijos                  | Lorraine                                                | Episódio: "O Carteado"               |
| 2012 | Sessão de Terapia               | Breno Dantas                                            | Temporada 1                          |
| 2013 | O Negócio                       | Cliente                                                 | Episódio: "Share of Wallet"          |
| 2013 | Saramandaia                     | João Evangelista Viana (João Gibão)                     |                                      |
| 2014 | Alto Astral                     | Dr. Carlos Henrique Bittencourt (Caíque)                |                                      |
| 2016 | Êta Mundo Bom!                  | Cândido Policarpo Sampaio dos Santos (Candinho)         |                                      |
| 2017 | O Outro Lado do Paraíso         | Gael Montserrat                                         |                                      |
| 2018 | Popstar                         | Participante                                            | Temporada 2                          |
| 2019 | Elis: Viver é Melhor que Sonhar | Tom Jobim                                               | Episódio: "8 de janeiro"             |
| 2019 | A Dona do Pedaço                | Ricardo Martins Ramirez (Chiclete)                      |                                      |
| 2021 | Verdades Secretas II            | Ariel Nolasco                                           |                                      |
| 2022 | Mar do Sertão                   | José Paulino Ribeirão Mendes (Zé Paulino) / José Mendes |                                      |
| 2023 | Elas por Elas                   | Átila Pompeu / Herbert                                  | Episódios: "25–27 de setembro"       |
| 2024 | Elas por Elas                   | Átila Pompeu / Herbert                                  | Episódio: "15 de março"              |
| 2024 | Os Outros                       | Paulo Correia                                           | Temporada 2                          |
| 2025 | Êta Mundo Melhor!               | Cândido Policarpo Sampaio dos Santos (Candinho)         |                                      |

### Cinema
| Ano  | Título                        | Personagem                     | Nota           |
| ---- | ----------------------------- | ------------------------------ | -------------- |
| 2007 | O Crime do Pato Branco        | Bento                          | Curta-metragem |
| 2009 | Até o Fim do Dia              | João                           | Curta-metragem |
| 2009 | Tempos de Aquário             | Fernando                       |                |
| 2009 | Os Inquilinos                 | Moacir                         |                |
| 2009 | Quanto Dura o Amor?           | Caio                           |                |
| 2011 | Bruna Surfistinha             | Rodrigo Pacheco                |                |
| 2011 | Onde Está a Felicidade?       | Juninho                        |                |
| 2012 | O Diário de Simonton          | Simonton                       | Curta-metragem |
| 2012 | Macbeto                       | Beto                           |                |
| 2013 | Vai que Dá Certo              | Chefe do tráfico               |                |
| 2013 | O Abismo Prateado             | João                           |                |
| 2016 | Uma Loucura de Mulher         | Dr. Paulo Raposo               |                |
| 2016 | BR716                         | Sílvio                         |                |
| 2018 | Mulheres Alteradas            | Eduardo Fonseca (Dudu)         |                |
| 2018 | Além do Homem                 | Alberto Luppo                  |                |
| 2018 | O Homem Perfeito              | Carlos Henrique Costa (Caíque) |                |
| 2019 | Beatriz: Entre a Dor e o Nada | Marcelo                        |                |
| 2021 | Terapia do Medo               | Dr. Bruno Weber                |                |
| 2022 | O Amante de Júlia             | Lucas                          |                |
| 2022 | Me Tira da Mira               | Roberto                        |                |
| 2022 | Os Caras Malvados             | Sr. Cobra                      | Dublagem       |

## Teatro
| Ano  | Título                                                   | Personagem              |
| ---- | -------------------------------------------------------- | ----------------------- |
| 1998 | O Beijo no Asfalto                                       |                         |
| 1999 | Opera Punk, Existe Alguém Mais Punk do Que Eu?           |                         |
| 2000 | Crime e Castigo                                          |                         |
| 2002 | Apocalipse 1,11                                          |                         |
| 2005 | 120 Dias de Sodoma                                       | Hercule                 |
| 2005 | De Profundis                                             |                         |
| 2005 | Torturas do Coração                                      |                         |
| 2006 | Hotel Lancaster                                          | Cláudio                 |
| 2006 | Delicadeza                                               |                         |
| 2006 | Assassinos, Suínos e Outras Histórias da Praça Roosevelt |                         |
| 2006 | Onde o Sol Bate Mais Forte a Sombra é Mais Escura        |                         |
| 2007 | Monólogos da Marijuana                                   | Theo                    |
| 2008 | Bem de Longe um Bolero                                   | Ivan                    |
| 2008 | Toc Toc                                                  | Bob                     |
| 2009 | Românticos da Idade Mídia Fenômenos Urbanos              |                         |
| 2010 | Pornô Falcatrua Nº 18.633                                | Simon (Sick Boy)        |
| 2010 | Adorei o Que Você Fez                                    |                         |
| 2011 | A Senhora de Dubuque                                     | Fred                    |
| 2011 | Cyrano de Bergerac                                       | Christian de Neuvillete |
| 2012 | Chá com Limão                                            | Julio César             |
| 2017 | Oeste Verdadeiro                                         | Lee Johnson             |
| 2021 | O Homem que Matou Liberty Valence                        | Ransome Foster          |
| 2024 | Perfeita!                                                | Comandante              |

## Prêmios e indicações
| Ano  | Prêmio                         | Categoria                                    | Indicação               | Resultado |
| ---- | ------------------------------ | -------------------------------------------- | ----------------------- | --------- |
| 2013 | Prêmio Extra de Televisão      | Melhor Ator Revelação                        | Saramandaia             | Indicado  |
| 2013 | Melhores do Ano                | Melhor Ator Revelação                        | Saramandaia             | Indicado  |
| 2013 | Prêmio Quem de Televisão       | Melhor Ator de TV                            | Saramandaia             | Indicado  |
| 2013 | Melhores do UOL e PopTevê      | Atriz/Ator Revelação                         | Saramandaia             | Indicado  |
| 2013 | Melhores do Ano NaTelinha      | Melhor Ator/Atriz Revelação                  | Saramandaia             | Indicado  |
| 2014 | Prêmio Contigo! de TV          | Revelação da TV                              | Saramandaia             | Indicado  |
| 2016 | Prêmio Extra de Televisão      | Melhor Ator                                  | Êta Mundo Bom!          | Indicado  |
| 2016 | Troféu APCA                    | Melhor Ator                                  | Êta Mundo Bom!          | Indicado  |
| 2016 | Prêmio Quem de Televisão       | Melhor Ator de TV                            | Êta Mundo Bom!          | Indicado  |
| 2016 | Melhores do Ano                | Melhor Ator de Novela                        | Êta Mundo Bom!          | Venceu    |
| 2016 | Troféu UOL TV e Famosos        | Melhor Ator                                  | Êta Mundo Bom!          | Indicado  |
| 2016 | Prêmio F5                      | Melhor Ator                                  | Êta Mundo Bom!          | Indicado  |
| 2017 | Troféu Imprensa                | Melhor Ator                                  | Êta Mundo Bom!          | Venceu    |
| 2017 | Troféu Internet                | Melhor Ator                                  | Êta Mundo Bom!          | Venceu    |
| 2017 | Prêmio Shell                   | Melhor Ator                                  | Oeste Verdadeiro        | Indicado  |
| 2017 | Troféu APCA                    | Melhor Ator                                  | Oeste Verdadeiro        | Indicado  |
| 2017 | Melhores do Ano Minha Novela   | Melhor Ator                                  | O Outro Lado do Paraíso | Indicado  |
| 2018 | Melhores do Ano                | Ator de Novela                               | O Outro Lado do Paraíso | Venceu    |
| 2018 | Prêmio Contigoǃ Online         | Melhor Ator                                  | O Outro Lado do Paraíso | Indicado  |
| 2018 | Prêmio Área Vip                | Melhor Ator                                  | O Outro Lado do Paraíso | Venceu    |
| 2018 | Melhores do Ano NaTelinha      | Melhor Ator                                  | O Outro Lado do Paraíso | Venceu    |
| 2019 | Troféu Internet                | Melhor Ator                                  | O Outro Lado do Paraíso | Indicado  |
| 2019 | Melhores do Ano                | Ator Coadjuvante                             | A Dona do Pedaço        | Venceu    |
| 2019 | Prêmio Contigo! Online         | Melhor Ator Coadjuvante                      | A Dona do Pedaço        | Indicado  |
| 2019 | Prêmio Contigo! Online         | Par Romântico (com Paolla Oliveira)          | A Dona do Pedaço        | Indicado  |
| 2019 | Melhores do Ano Minha Novela   | Melhor Casal (com Paolla Oliveira) (público) | A Dona do Pedaço        | Venceu    |
| 2019 | Prêmio Área VIP                | Melhor Ator                                  | A Dona do Pedaço        | Venceu    |
| 2021 | Prêmio Área VIP                | Melhor Ator                                  | Verdades Secretas II    | Indicado  |
| 2022 | Prêmio Melhores do Ano Social1 | Melhor Ator                                  | Mar do Sertão           | Indicado  |
| 2022 | Prêmio Área VIP                | Melhor Ator                                  | Mar do Sertão           | Indicado  |
| 2023 | Prêmio iBest                   | Influenciador Protagonista                   | Mar do Sertão           | Indicado  |
| 2023 | Prêmio ArteBlitz de Novela     | Melhor Ator Protagonista                     | Mar do Sertão           | Indicado  |
| 2023 | Festival Sesc Melhores Filmes  | Melhor Ator Nacional                         | Me Tira da Mira         | Indicado  |